# منجم فياليتشكا الملحي
منجم فياليتشكا الملحي (Polish: Kopalnia soli Wieliczka)، يقع في قرية فياليتشكا جنوب بولندا ضمن مناطق مدينة كراكوف. تم بناء المنجم في القرن الثالث عشر لاستخراج ملح الطعام، ويعتبر أحد أقدم المناجم الملحية في العالم التي استمرت في إنتاج الملح لفترات طويلة وحتى عام 2007. وكان المنجم على امتداد انتاجيته تحت إدارة شركة (Żupy krakowskie) المختصّة في المناجم الملحية.
وفي عام 1996 انقطع الإنتاج بغرض الإتجار لانخفاض أسعار الملح.
جاذبية المنجم تُستمدّ من وجود العديد من النُصًب والتماثيل، ليشمل على ثلاثة معابد وكاتدرائية تم بنائها بشكل كامل تحت الأرض من خلال نحت الصخور الملحيّة من قبل عمّال المنجَم. وتم إضافة أقدم المنحوتات باستخدام فن النحت الحديث من قِبَل أحد النحّاتين المعاصرين. ويحظى المنجم بزيارة 1.2 مليون سائح سنوياً.
يعتبر منجم فياليتشكا أحد الآثار التاريخية المضافة إلى لائحة الآثار الوطنية في بولندا (Pomnik historii)، وتم إعلان ذلك في 16 أيلول من عام 1994. من قِبَل مجلس التراث الوطني البولندي.

## التاريخ
يصل عمق منجم فياليتشكا الملحي إلى 327 متر تحت الأرض (1,073 قدم) على امتداد 287 كليومتر (178 ميل). الصخور الملحية ذات لون رمادي بدرجاته المختلفة وبتشكيلات أشبه لصخر الجرانيت غير المصقول وليس على شكل بلّورات كريستاليّة ذات لون أبيض كما يتوقّعه الزائر. وفي الحرب العالمية الثانية تم استعمال مهاوي وسراديب المنجم من قبَل الألمان كمرافِق مُخصصة للصناعات الحربية.
يحتوي المنجم على بحيرةَ تحت الأرض إضافة إلى مسار للتنقّل على امتداد 3.5 كيلومتر (2.2 ميل) بحيث يتضمن تماثيل تاريخيّة ومجسّمات أسطورية منحوتة من الصخر الملحي في الماضي البعيد. إضافةً إلى مجسّمات ومنحوتات تم تصميمها من قبَل فنانين مُعصارين. وثريّات تم تصميمها من الصخر الملحي المُعاد تشكيله ومزجه مع مركبات أخرى للحصول على مظهر مشابه للزجاج النقي.
عادةً ما يُرمز إلى منجم فياليتشكا الملحي بـ «الكتدرائية الملحية التحت أرضيّة لبولندا» وفي عام 1978 تم إضافة المنجم إلى قائمة اليونيسكو للتراث العالمي.
وتروى عن الأميرة كينجا (قديسة بولندا كينجا) أسطورة مرتبطة مع منجم فياليتشكا. بأن الأميرة كينجا التي تعتبر من طبقة الأشراف في هنغاريا، كانت سترتبط بأمير كراكوف (Bolesław V the Chaste). وكجزء من مهرها للزواج طلبت من والدها كتلةً من الملح؛ نظراً لكون الملح باهظ الثمن حينها في بولندا. وقد أخذها والدها إلى منجم مارامورس الملحي (Máramaros). وهناك ألقَت خاتم خطوبتها الخاص بأمير كراكوف في أحد مهاوي المنجم وذلك قبل مغادرتها إلى بولندا. وعند وصولها إلى بولندا طلبت عمّال المنجم بأن يحفروا عميقاً. خلال الحفر وجد العمّال كتلة من الملح وعند كسرها وجدوا خاتَم الأميرة بداخل الكتلة الملحية. ويُحكى أن كينجا بذلك أصبحت القديسة الحامية والمرشدة لعمّال المناجم في أرجاء بولندا.

## السياحة
في عام 2010 تم إضافة منجم Bochnia الذي يعتبر أقدَم منجم ملحي في بولندا إلى قائمة التراث العالمي من قبل اليونسكو. وبذلك أصبح المنجمان الملحيّان ضمن قائمة التراث العالمي الخاصة بمنظمة اليونسكو تحت مسمى «منجما الملح الملكيّان فياليتشكا و Bochnia» 
هنالك في المنجم يوجد معبد (كنيسة صغيرة) وغرفة استقبال يتم استخدامها لفعاليّات خاصة، بما يشمل الأعراس. تحتوي الكنيسة على جدران منحوتة من قبل عمال المناجم على شكل تشكيلات خشبيّة كالكنائس الخشبية التي بُنيت في الحقب المبكّرة.
كما وتحتوي على دَرَج خشبي يتكون من 378 درجة يوفّر مدخل إلى عمق 64 متر (210 قدم) تحت الأرض و 3 كيلومتر (1.9 ميل) كممر. إضافة إلى معابد وتماثيل وبحيرة تحت الأرض على عمق 135 مترإضافة إلى وجود مصعد تم انشائه مؤخراً ليُعيد الزوّار إلى سطح الأرض بحيث يحمل 9 أشخاص في كل عربة مصعَد ويستغرق 30 ثانية تقريباً في عملية الصعود إلى أعلى.

## في الأدب
ألهَم منجم فياليتشكا الأديب البولندي العظيم بوليسلاف بروس في تأليف مشاهد روايته التاريخية (المتاهة) في عام 1895.
وصف بروس زيارته للمنجم عام 1878 في سلسلة من ثلاث مقالات مهمّة هي فياليتشكا ومذكرات سفر ورسول وارسو.

## في الإعلام
- في عام 1995 تم تأليف فيلم موسيقي من قبل الموزّع والملحّن البولندي Zbigniew Preisne، وتم تسجيله في معبد منجم فياليتشكا.

| Wieliczka Salt Mine |  |  |  |
|                     |  |  |  |
|                     |  |  |  |

## كهوف شبيهة
- 'كهف فراساسي [7]